# Aéroport international Lynden Pindling
Pour les articles homonymes, voir Lynden (homonymie).
L'aéroport international de Lynden Pindling (en anglais : Lynden Pindling International Airport (code IATA : NAS • code OACI : MYNN) est le principal aéroport des îles Bahamas, situé  sur l'île de New Providence, à l'ouest de Lake Killarney et à près de 15 km de Nassau. Il est également pôle central de Bahamasair, la compagnie nationale bahaméenne.

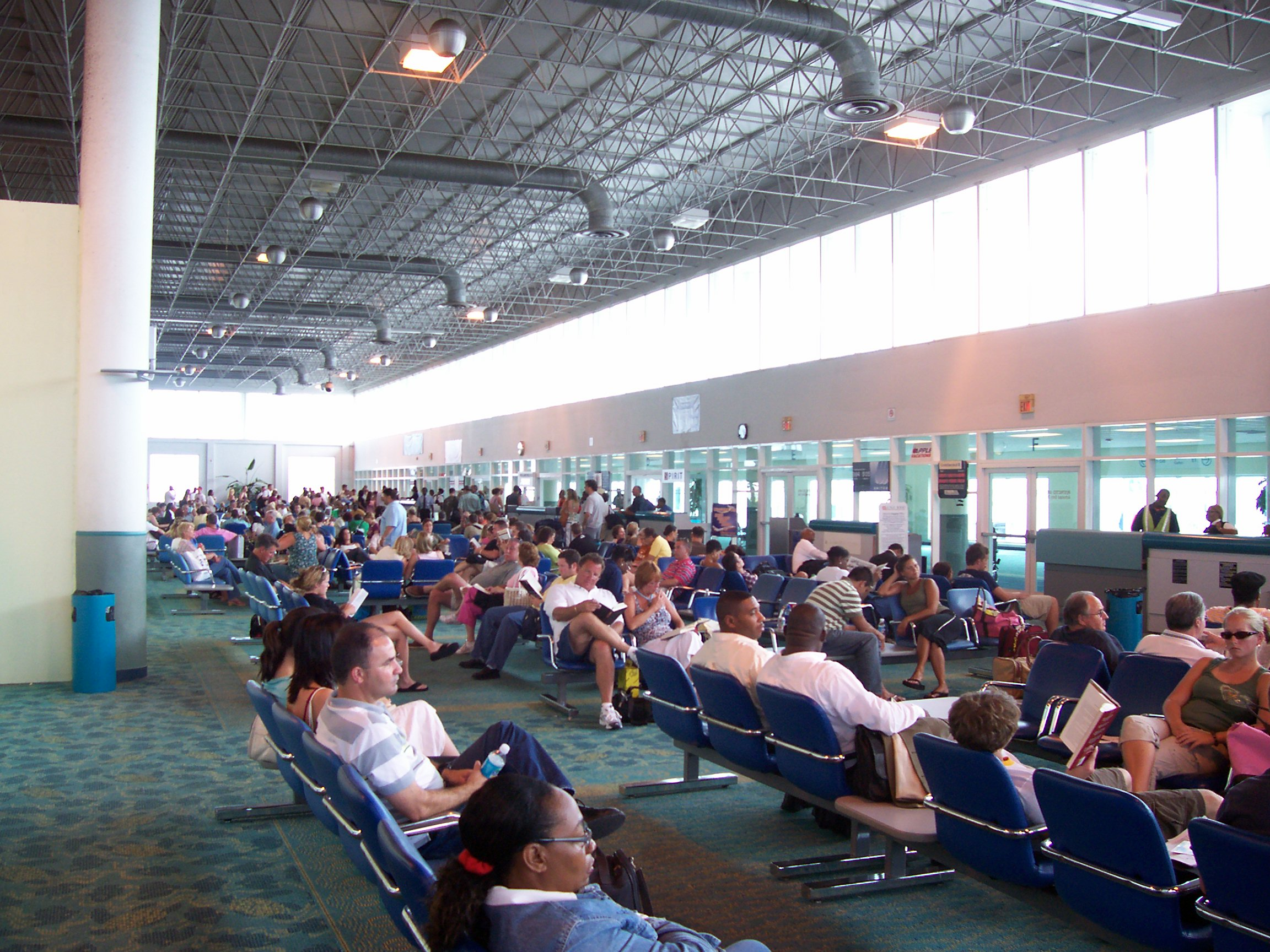
Salle d'attente du terminal d'embarquement à destination des États-Unis.

Son trafic s'effectue pour plus de la moitié avec les États-Unis. Des mesures de prédédouanement, permettent aux voyageurs en provenance ou à destination de ce pays de bénéficier d'avantages semblables à des vols intérieurs américains.
Autrefois baptisé Nassau International Airport, l'aéroport a été rebaptisé le 6 juillet 2006 de son nom actuel, en l'honneur de l'ancien premier ministre Lynden Oscar Pindling (1930-2000), généralement considéré comme le « Père de la Nation » bahaméenne.

## Situation
| Marsh Harbour Treasure Cay Andros Town South Andros Mangrove Cay San Andros Chub Cay South Bimini Arthur's Town New Bight Crooked island Governor's Harbour North Eleuthera Rock Sound Exuma Staniel Cay Grand Bahama Matthew Town Deadman's Cay Stella Maris Mayaguana Nassau San Salvador |

## En graphique
Pour des raisons techniques, il est temporairement impossible d'afficher le graphique qui aurait dû être présenté ici.

Voir la requête brute et les sources sur Wikidata.

## Compagnies et destinations
| Compagnies             | Destinations |
| ---------------------- | --- |
| Air Canada             | En saison : Montréal (P.-E.-Trudeau) |
| Air Canada Rouge       | Toronto (Pearson) En saison : Montréal (P.-E.-Trudeau) |
| American Airlines      | Charlotte-Douglas, New York-LaGuardia, Philadelphie En saison : Boston Logan, Chicago-O'Hare, Dallas-Fort Worth, Miami |
| American Eagle         | Miami En saison : Philadelphie, Washington-Reagan |
| Bahamasair             | Cap-Haïtien, San Salvador (Bahamas), Crooked island (en), Deadman's Cay (en), Fort Lauderdale-Hollywood, Grand Bahama-Freeport, George Town-Exuma, Governor's Harbour (en), La Havane-José Martí, Marsh Harbour, Inagua (Matthew Town) (en), Miami, North Eleuthera (en), Orlando, Port-au-Prince T. Louverture, Providenciales, Rock Sound (en), Spring Point (en), Treasure Cay (en) |
| British Airways        | Grand Cayman-O. Roberts, Londres-Heathrow |
| Caribbean Airlines     | Kingston-N. Manley, Port-d'Espagne - Piarco |
| Condor                 | En saison : Francfort |
| Copa Airlines          | Panama-Tocumen |
| Delta Air Lines        | Atlanta H.-Jackson, New York-John F. Kennedy En saison : Boston Logan, Détroit, Fort Lauderdale-Hollywood, Minneapolis-Saint-Paul |
| Flamingo Air           | Staniel Cay (en) |
| InterCaribbean Airways | Providenciales |
| JetBlue                | Boston Logan, Fort Lauderdale-Hollywood, New York-John F. Kennedy, Orlando, Washington-Reagan |
| Pineapple Air          | Chub Cay (en), Crooked island (en), Governor's Harbour (en), North Eleuthera (en), Spring Point (en), Stella Maris (en) |
| Silver Airways         | Tampa |
| SkyBahamas Airlines    | Arthur's Town (en), Fort Lauderdale-Hollywood, George Town-Exuma, Marsh Harbour, New Bight (en), San Salvador (Bahamas) |
| Southern Air Charter   | Deadman's Cay (en), Governor's Harbour (en), Stella Maris (en), North Eleuthera (en) |
| Southwest Airlines     | Baltimore-T. Marshall, Fort Lauderdale-Hollywood En saison : Houston-W. P. Hobby |
| Sun Country Airlines   | En saison : Minneapolis-Saint-Paul |
| Sunwing Airlines       | Toronto (Pearson) |
| United Airlines        | Newark-Liberty En saison : Chicago-O'Hare, Denver , Houston-George Bush" |
| United Express         | En saison : Chicago-O'Hare, Houston-George Bush, Washington-Dulles |
| Western Air            | Andros Town (en), South Andros (en), Grand Bahama-Freeport, George Town-Exuma, Mangrove Cay (en), Marsh Harbour, San Andros (Nichols Town) (en), South Bimini |
| WestJet                | Toronto (Pearson) En saison : Calgary |

Édité le 18/02/2020

## Sources
- World Aero Data